# Ceropales albicincta albicincta
Ceropales albicincta albicincta é uma subespécie de insetos himenópteros, mais especificamente de vespas pertencente à família Pompilidae.
A autoridade científica da subespécie é Rossius, tendo sido descrita no ano de 1790.
Trata-se de uma subespécie presente no território português.